# 레드미 노트 9
레드미 노트 9(Redmi Note 9), 레드미 노트 9S(Redmi Note 9S), 레드미 노트 9 프로(Redmi Note 9 Pro), 레드미 노트 9 프로 맥스(Redmi Note 9 Pro Max)는 샤오미의 서브 브랜드인 레드미의 안드로이드 기반 스마트폰 시리즈이다.

## 반응

### 레드미 노트 9
GSMARENA는 이 전화기의 별점을 3/5로 매겼다. 그들은 튼튼한 디자인, 배터리 수명, 나이트 모드, 매크로 카메라의 AF, 헤드폰 잭, 마이크로 등을 칭찬했다.SD 카드 슬롯, IR 블라스터, 그리고 기능이 풍부한 OS이다. 그들은 평범한 디스플레이, 성능, 전반적인 카메라 품질, 4K 녹화 부족, 느린 UI, 그리고 충전 속도를 비판했다.

### 레드미 노트 9S/레드미 노트 9 프로/레드미 노트 9 프로 맥스
테크레이더의 리뷰어 아카시 자베리와 톰 베드포드는 노트9S/프로(인도)에 4/5의 별점을 매겼으며, 이 폰은 노트9S의 보수성(90Hz 이상, 차세대 카메라, 30W+ 고속 충전, 고유 디자인 없음)에도 불구하고 "가격 대비 킬러 딜"이라고 평했다. 그들은 긴 배터리 수명과 성능을 칭찬했다. 그들은 버그가 많은 사전 출시 소프트웨어, 미리 설치된 앱의 알림, 그리고 스피커를 비판했다.
GSMARENA는 시리즈(레드미 노트 9 제외)를 3.8/5 별점으로 평가했다. 화면, 배터리, 가격 대비 성능, 원가 대비 좋은 화질, 디자인, 근거리 무선 통신(노트9 프로(글로벌)/프로맥스 전용)의 가용성 등을 높이 평가했다. 홀펀치 주변 조도가 고르지 않은 점, NFC 부족(노트9S/프로(인도), 충전 속도(노트9S/프로(인도)) 등을 비판했다